# Hillclimb
El Hillclimb (mot anglès traduïble per Pujar o escalar un turó) és una disciplina de motociclisme de fora d'asfalt en què el participant s'enfronta a una pujada sense asfaltar de gran dificultat -sovint més del 45% de desnivell- o considerada intransitable. L'objectiu és arribar al cim com més aviat millor (o bé pujar tan amunt com es pugui) sense caure ni descavalcar de la motocicleta.
En francès, aquesta mena de competicions es coneixen com a montée impossible. Cal no confondre el Hillclimb amb les pujades de muntanya (anomenades també "Hillclimb" en anglès), que consisteixen en curses d'automobilisme i de motociclisme de velocitat contra-rellotge en carreteres de muntanya.
Aquesta disciplina va néixer als EUA a començament del Segle XX, quan les noves marques de motocicletes (Harley Davidson, Indian, Excelsior) feien servir desafiaments com ara superar fortes pujades per a posar a prova la seva producció. La primera competició coneguda de Hill-Climbing data del 30 de maig de 1903, en què el NYMC (New York Motorcycle Club) n'organitzà una a Riverdale Hill. Aquella fou també una de les proves de motociclisme en general més antigues de què es té constància.

## Reglament

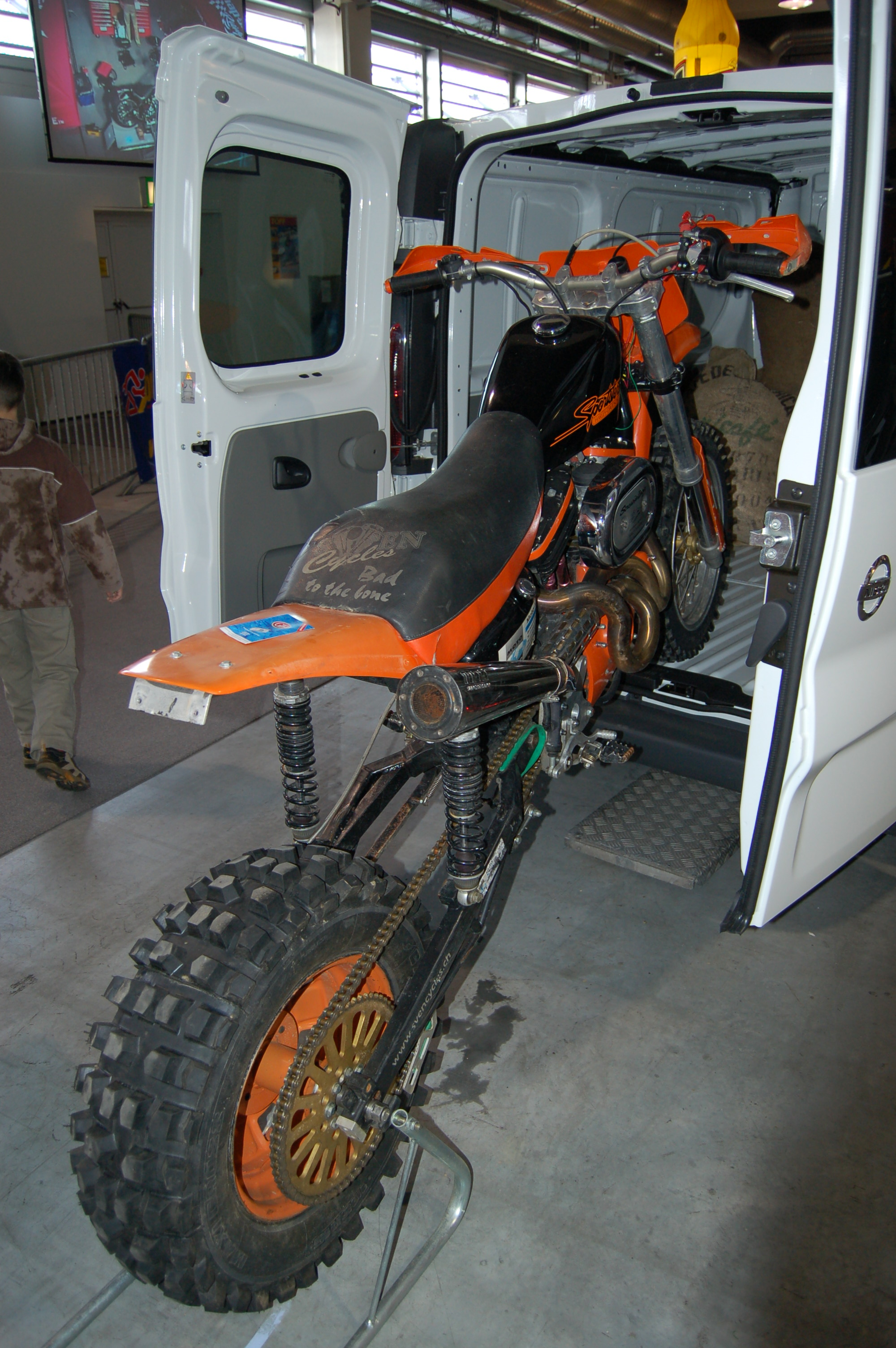
Típica motocicleta preparada per a Hilclimb, amb el basculant allargat

La normativa de les proves de Hillclimb varia depenent de la ubicació, i les motos que s'hi fan servir acostumen a ser prototipus. Les regles més habituals, però, són aquestes:
- El pilot pot construir un prototipus de dues rodes (de vegades tres en línia) amb motor de gran cilindrada.
- El participant no pot ser ajudat en el seu ascens.
- En cas de caiguda, es considera com a distància recorreguda la que hi hagi des de la sortida fins al lloc on hagi arribat la motocicleta, un cop aturada (prenent com a referència la roda del davant).

## Esdeveniments principals
- Als EUA:
  - Widowmaker hill climb, a Croydon, Utah
  - Devil's Staircase Hillclimb, a Dayton, Ohio
- A Occitània:
  - Montée d'Arette a Areta (Aquitània), pionera a l'estat francès d'ençà de 1984
- A França:
  - Montée de Lamure-sur-Azergues, al departament del Roine
  - Montée impossible de Bernex, a l'Alta Savoia
  - Montée impossible de La Bresse, al departament dels Vosges
- A Àustria:
  - La prova organitzada a Rachau d'ençà de 1995, retransmesa per Eurosport, fou una de les primeres a popularitzar aquesta disciplina a Europa

### Competicionsoficials
- El Mundial de l'especialitat se celebra à Decazeville, a l'Avairon.
- Existeix una Federació Nacional de Hill-Climbing als EUA. A França, on aquesta disciplina ha estat llargament considerada com a folklòrica, actualment està a punt d'ésser regulada, existint de fa poc un campionat estatal controlat per la federació francesa de motociclisme.[3]